# PEPPOL

Logo PEPPOL

Peppol (Pan-European Public Procurement Online), en français, Marchés publics paneuropéens en ligne, est un ensemble de spécifications pour l'établissement et la mise en œuvre d'un système fédéré d'approvisionnement électronique à utiliser dans différentes juridictions. Grâce à Peppol, les organisations participantes peuvent se livrer mutuellement des documents d'approvisionnement, y compris des factures électroniques dans des formats lisibles par machine (en), évitant ainsi le travail de saisie de données.
OpenPeppol, une association internationale à but non lucratif de droit belge, est l'organe directeur de la mise en œuvre et développeur des spécifications. La première mise en œuvre de Peppol au 1er mars 2022 comptait 485 411 organisations participantes de 78 pays enregistrées pour recevoir les documents d'approvisionnement.
Aucune autre implémentation de Peppol n'est connue pour être utilisée par des entreprises ou des organismes gouvernementaux du monde entier. Bien qu'il soit possible de créer une implémentation alternative de Peppol avec des accords de gouvernance alternatifs, les spécifications de Peppol devraient être ajustées pour supprimer les dépendances à l'association OpenPeppol dans des aspects tels que l'utilisation obligatoire des certificats de clé publique OpenPeppol.

## Architecture

### Découverte
Dans une mise en œuvre de Peppol, une seule base de données centrale, appelée (SML), répertorie les participants avec un identifiant unique, les normes d'approvisionnement électronique prises en charge par chaque participant et une référence à une base de données distincte appelée Service Metadata Publisher (SMP) que chaque participant choisit. Un éditeur de métadonnées de service (SMP) étend les informations répertoriées sur un participant pour inclure des informations techniques sur une interface de programmation d'application Web (API), connue sous le nom de point d'accès, choisi par chaque participant pour livrer les documents d'approvisionnement.
Pour l'implémentation principale utilisée dans le monde entier, OpenPeppol, en tant qu'organe directeur, exploite le localisateur de métadonnées de service (SML). OpenPeppol permet uniquement aux participants d'être répertoriés dans cette base de données s'ils se sont inscrits auprès d'un éditeur de métadonnées de service (SMP) approuvé par OpenPeppol. L'approbation des éditeurs de métadonnées de service (SMP) est déléguée par OpenPeppol à l'une des nombreuses autorités Peppol (AP) spécifiques à chaque pays et dépend également des organisations candidates d'éditeur de métadonnées de service (SMP) qui sont des membres rémunérés d'OpenPeppol. Une autorité Peppol (AP) est généralement un organisme gouvernemental individuel pour un pays et peut imposer des exigences et des normes techniques différentes aux éditeurs de métadonnées de service (SMP) avant que l'approbation ne soit accordée.

### Livraison
La livraison des informations d'approvisionnement dans une implémentation de Peppol se produit directement entre le point d'accès (AP) choisi d'un expéditeur et d'un destinataire, tel qu'obtenu via le processus de découverte à l'aide du localisateur de métadonnées de service (SML) et des éditeurs de métadonnées de service (SMP) pertinents. Un protocole nommé eDiscovery AS4 (basé sur AS4 (en)) est utilisé pour livrer les documents d'approvisionnement entre les points d'accès. Transport Layer Security est utilisé et les documents d'approvisionnement ne seront acceptés par un point d'accès (AP) récepteur que si la charge utile a été valablement signée par un autre point d'accès (AP) émetteur, offrant un niveau de protection contre la fraude contre l'hameçonnage et d'autres escroqueries.
Pour l'implémentation principale utilisée dans le monde entier, OpenPeppol, en tant qu'organe directeur, délègue la responsabilité aux autorités Peppol (AP) d'approuver les fournisseurs de services de point d'accès (AP). L'approbation des fournisseurs de services de point d'accès (AP) dépend en outre du fait que le fournisseur de services soit un membre payant d'OpenPeppol. Les autorités Peppol (AP) peuvent imposer des exigences et des normes techniques différentes aux fournisseurs de services de point d'accès (AP).

## Gouvernance
Le développement des spécifications Peppol et la mise en œuvre principale sont régis par l'association OpenPEPPOL. L'organe de gestion le plus élevé est l'Assemblée générale, qui élit le Secrétaire général et le Comité de gestion responsable des opérations. Le développement est préparé dans les groupes de travail traitant des tâches spécifiques et appartenant à un membre de l'équipe de direction. Les groupes de travail fonctionnent sur une base volontaire, bien que de nombreux membres soient en fait envoyés au groupe de travail par leur employeur ou leur client, par exemple un utilisateur spécifique.

## Histoire
PEPPOL est né d'un projet du même nom (avec un acronyme stylisé en majuscule) dans le cadre du programme pour la compétitivité et l'innovation financé par l'Union européenne entre mai 2008 à août 2012. L'UE a financé plus de 15 millions d'euros pour soutenir le développement de ce projet. Un consortium de 11 pays européens comprenant l'Autriche, le Danemark, la Finlande, la France, l'Allemagne, la Grèce, l'Italie, la Norvège, le Portugal, la Suède et le Royaume-Uni a contribué au développement de Peppol au cours de cette période.
L'objectif du projet était de résoudre les problèmes d'interopérabilité dans les marchés publics électroniques en alignant les processus commerciaux à l'aide de normes communes, en abordant les problèmes juridiques communs et en développant des technologies open source. Un accord sur les normes communes pour le contenu des documents et sur les aspects techniques a été atteint par consensus entre les membres du consortium.
Après la fin du projet, l'association OpenPEPPOL est fondée en Belgique le 1er septembre 2012 pour poursuivre les travaux sur le framework.

## Adoption
PEPPOL est largement utilisé dans de nombreux pays européens :
- Danemark : toutes les institutions publiques sont tenues de prendre en charge la facturation électronique à l'aide de PEPPOL[14].
- Irlande : Les organismes publics sont tenus d'accepter les factures électroniques et l'Irlande a choisi PEPPOL comme technologie prise en charge[15].
- Norvège : la facturation électronique est obligatoire dans les institutions publiques avec PEPPOL recommandé, et les factures PEPPOL sont largement utilisées[16].
- Autriche : la facturation électronique est obligatoire pour le gouvernement fédéral. PEPPOL est pris en charge comme l'une des technologies[17].
- Italie : La facturation électronique est obligatoire en Italie. L'autorité italienne PEPPOL est gérée par AgID, l'agence pour la transformation numérique du secteur public italien, et est créée grâce à des initiatives dirigées par Roberto Reale (it) [18] et Carmen Ciciriello (it) .
- Suède : L'acceptation du PEPPOL est obligatoire dans le secteur public[19],[20].
- Allemagne : Les organismes publics sont tenus d'accepter les factures électroniques PEPPOL[21].
- Royaume-Uni : Peppol fait partie intégrante de la stratégie d'approvisionnement en ligne du service national de santé (en) anglais. Supply Chain Coordination Limited (SCCL) / NHS Supply Chain (en) utilise largement les formats PEPPOL dans le NHS anglais : l'utilisation du fournisseur est devenue obligatoire le 1er octobre 2019. Crown Commercial Service (en) opérait autrefois un accord-cadre (en) permettant aux organismes publics d'accéder aux services de Peppol, bien que celui-ci ne soit plus disponible.

Hors d'Europe, Singapour est devenue la première Autorité Peppol hors d'Europe en mai 2018. Son initiative nationale de facturation électronique est basée sur les technologies PEPPOL,. Au Japon, Digital Agency, le gouvernement du Japon est devenu une autorité Peppol en septembre 2021, Peppol a également été considéré comme la solution de facturation électronique en Australie et en Nouvelle-Zélande.